# Rostbraten

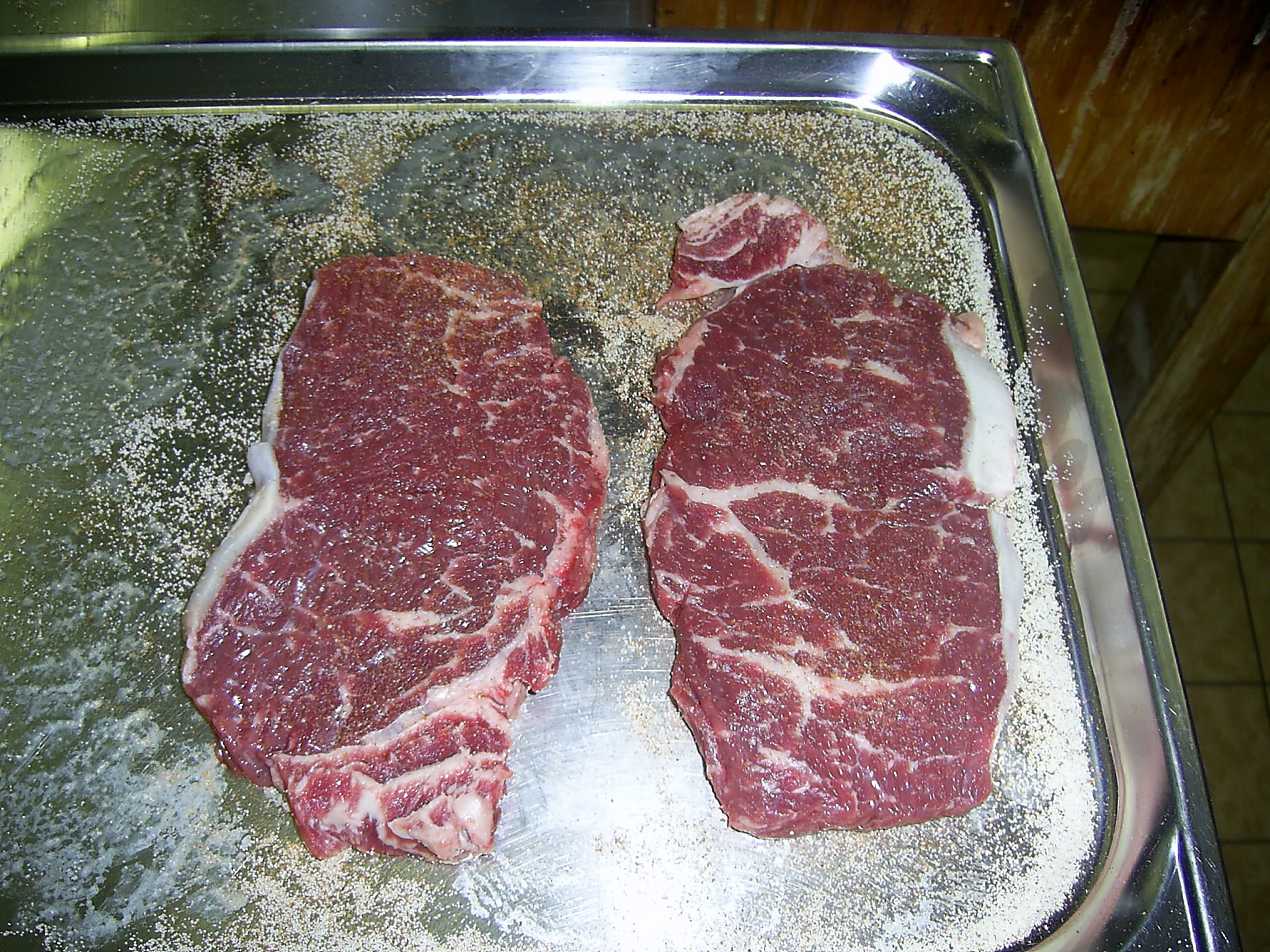
Vorbereitungen für Schwäbischen Rostbraten in einer Restaurantküche

Im Original ist Rostbraten eine Wiener Spezialität vom flachen Roastbeef, auch vom sogenannten Hohen Beiried, auch Rostbratenried genannt. Allgemein hat sich aber die Zubereitungsart von der Oberschale durchgesetzt, die auch der österreichischen Küche („gedünstete Rinderschnitzel“) entspricht. Die Fleischscheiben werden plattiert und gebraten, dann mit Jus untergossen und gargeschmort.

## Wortherkunft
Das Wort Rostbraten stammt aus dem Englischen (über Roastbeef kam es zu Rostbraten, ein Rinderbraten auf englische Art) bzw. vom englischen Verb to roast (rösten), womit die englische Zubereitungsart gemeint wurde, Rindfleisch in Scheiben zu braten. Mit Braten auf einem Rost hat das Wort daher wenig zu tun. Zum Anbraten des Rindsschnitzels kam noch das Dünsten sowie das Bereiten des Bratensaftes hinzu - dieses Grundverfahren hat sich seit Jahrhunderten nicht verändert, es kamen lediglich Verfeinerungen hinzu. So gaben österreichische Kochbücher um 1740 die gebraten-gedünstete Zwischenform wieder und nach 1800 gegrillte, gedünstete, gefüllte, faschierte und gebackene Rostbraten, mit Soßen, mit Sardellen, Zwiebeln usw.

## Rostbraten in Österreich

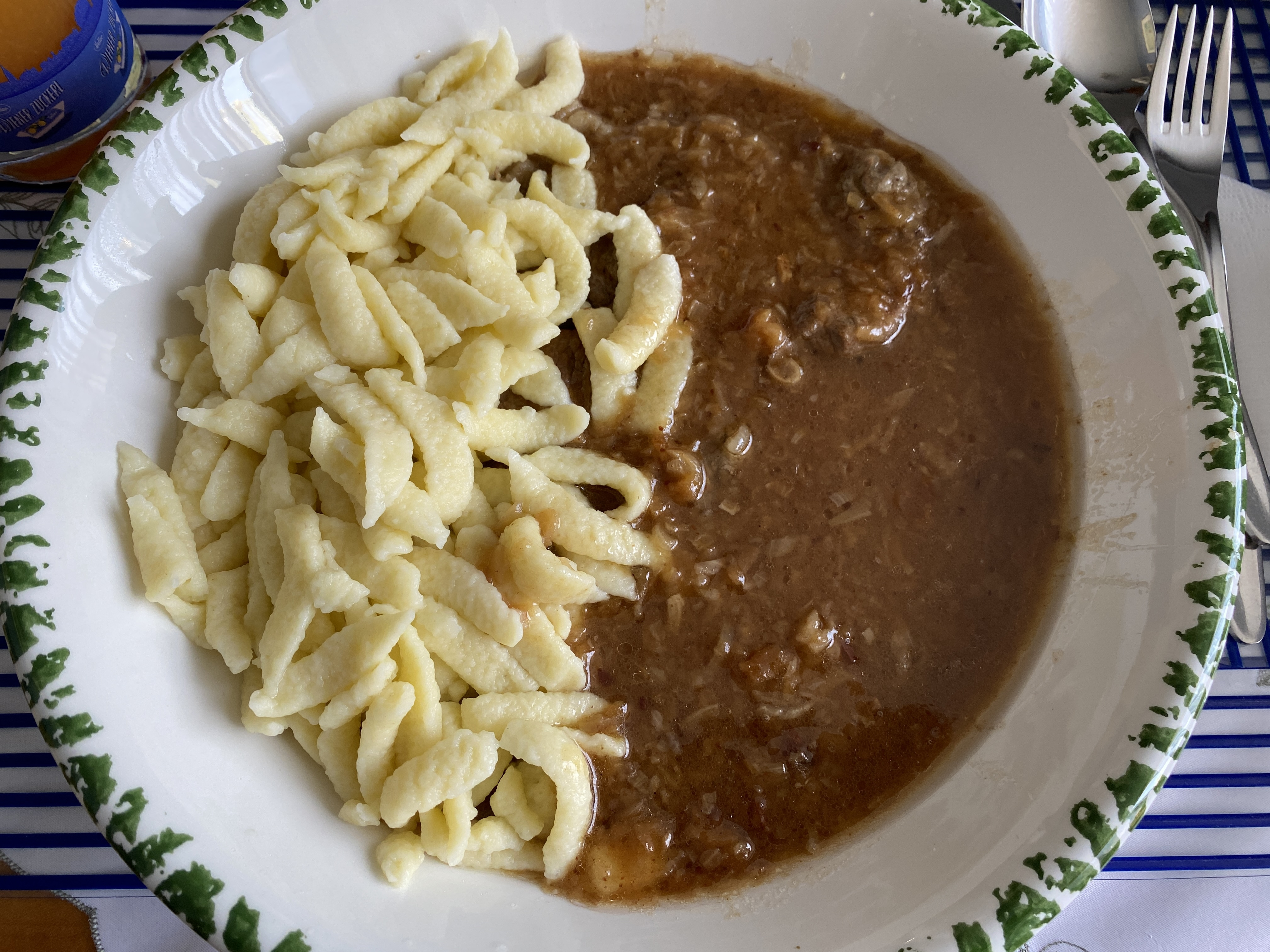
Rostbraten mit Spätzle

In der österreichischen Kochkunst wird Rostbraten mit einem Gewicht von 160 bis 180 g, teils auch als gerollter Rostbraten zubereitet. Gebackener Rostbraten wird paniert und ausgebacken, Rostbraten auf dem Rost wird gegrillt und mit Haushofmeisterbutter serviert.
Typisch ist der Wiener Rostbraten, für den eine fingerdicke Scheibe aus dem Zwischenrippenstück (Entrecôte) vom Rind mit Salz und Paprika gewürzt und bemehlt in Butter angebraten, mit Zwiebelscheiben und Knoblauch zu Ende gegart und der Bratensaft mit etwas Essig und Butter aufmontiert wird.

## Andere Rostbratenvarianten
- Düsseldorfer Senfrostbraten
- Esterházy-Rostbraten
- Girardirostbraten
- Hunyadi-Rostbraten
- Italienischer Rostbraten
- Jägerrostbraten
- Maschinrostbraten, auch Reinrostbraten (oder als Diminutiv: Reindlrostbraten)
- Rostbraten á la Tegetthoff
- Rostbraten auf Offiziersart
- Sardellenrostbraten
- Tiroler Rostbraten
- Thüringer Rostbrätel
- Ungarischer Rostbraten
- Vanillerostbraten
- Zigeunerrostbraten
- Znaimer Rostbraten
- Zwiebelrostbraten.